# Oriol Busquets
Oriol Busquets Mas (* 20. Januar 1999 in Sant Feliu de Guíxols) ist ein spanischer Fußballspieler, der beim portugiesischen FC Arouca unter Vertrag steht. Der Mittelfeldspieler war spanischer Juniorennationalspieler.

## Karriere

### Verein
Im Alter von 8 Jahren ging Busquets in die Jugend des FC Barcelona. Bei der Blaugrana spielte er in diversen Jugendauswahlen und stieg im April in die Reservemannschaft auf. Sein Debüt für den FC Barcelona B gab er beim 2:0-Heimsieg gegen die AE Prat am 29. April 2017, als er in der 73. Spielminute für Alberto Perea eingewechselt wurde. In dieser Saison 2016/17 gelang der Reserve mit dem Meistertitel in der dritthöchsten spanischen Spielklasse der Aufstieg in die Segunda División. In der Spielzeit 2017/18 wurde er zum Stammspieler beim FC Barcelona B. Am 29. November 2017 stand er beim 5:0-Heimsieg in der Copa del Rey gegen Real Murcia erstmals bei einem Spiel der ersten Mannschaft auf dem Platz. Im Februar 2018 zog er sich einen Meniskusriss zu und fiel damit die restliche Saison aus. Bis dahin war er in 22 Spielen der Reserve zum Einsatz gekommen. Somit konnte er den direkten Abstieg seiner Mannschaft nicht verhindern. In der folgenden Saison 2018/19 kehrte er in die Startformation des nunmehrigen Drittligisten zurück und erhielt im November 2018 auch die Kapitänsbinde. Am 1. Dezember 2018 erzielte er beim 2:2-Unentschieden gegen die Reserve des FC Valencia sein erstes Tor. Am Ende der Saison hatte er 30 Ligaspiele für die Reserve bestritten. Für die A-Mannschaft kam er erneut in der Copa del Rey zum Einsatz.
Am 27. August wechselte Oriol Busquets in einem einjährigen Leihgeschäft zum niederländischen Ehrendivisionär FC Twente Enschede. Dort etablierte er sich rasch als Stammspieler in der Defensive. In dieser Saison 2019/20 absolvierte er 21 Ligaspiele, in denen er ein Tor vorbereitete.
Zur Saison 2020/21 kehrte Busquets zum FC Barcelona zurück und wurde während der Vorbereitung in den Kader der zweiten Mannschaft integriert. Sein Vertrag dort lief bis zum 30. Juni 2021 und enthielt eine Ausstiegsklausel in Höhe von 200 Millionen Euro.
Nachdem der Vertrag in Barcelona ausgelaufen war, wechselte Busquets nach Frankreich zu Clermont Foot. Nach nur einem Jahr verließ der Spanier Frankreich wieder und wechselte zum FC Arouca nach Portugal.

### Nationalmannschaft
Oriol Busquets spielte in diversen Juniorenauswahlen seines Heimatlandes, beginnend mit der U16. Zuletzt war er im September 2019 spanischer U21-Nationalspieler.